# Beatrice Webb

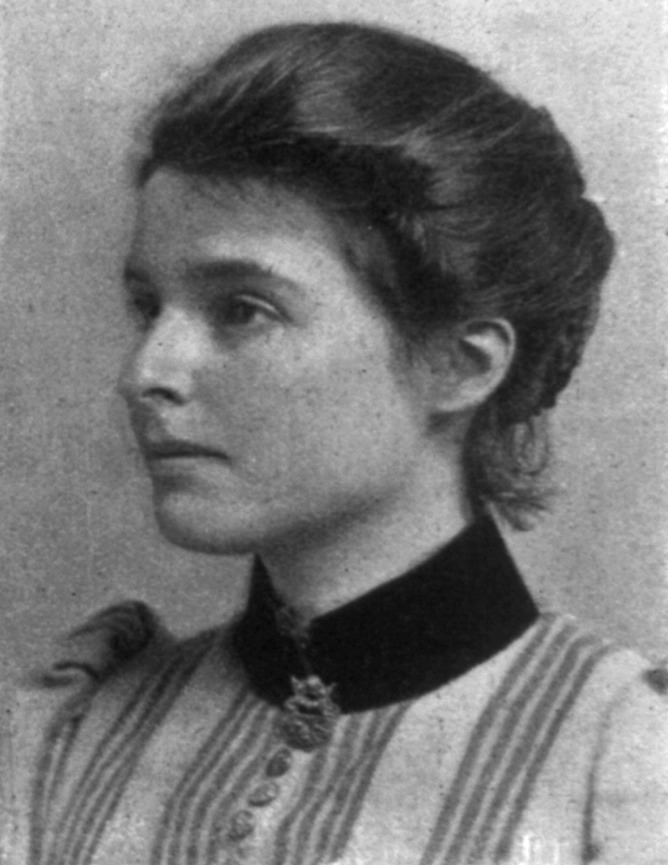
Beatrice Webb, um 1894

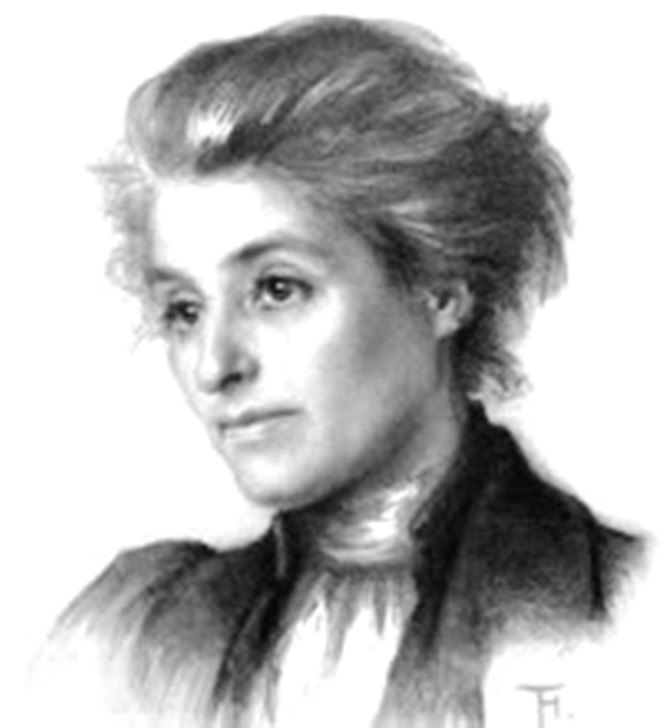
Beatrice Webb um 1909

Martha Beatrice Webb geborene Potter (* 22. Januar 1858 in Standish House, Gloucestershire; † 30. April 1943 in Liphook, Hampshire) war eine britische Sozialistin und Sozialreformerin, Sozialforscherin, Nationalökonomin, Arbeitshistorikerin, Autorin, politische Moderatorin, Netzwerkerin und Polemikerin. Für ihre publizistische Tätigkeit und ihr soziales Engagement wurde Beatrice Webb, eine Bildungsbürgerin ohne Schul- und Universitätsausbildung, mit drei Ehrendoktorwürden ausgezeichnet. Die Manchester University (1909), die University of Edinburgh (1924) und die Ludwig-Maximilians-Universität München (1926) verliehen ihr ehrenhalber den Doktortitel.

## Leben
Beatrice Potter wurde als zweitjüngste der neun Töchter des Industriellen Richard Potter geboren (der einzige Sohn starb als Dreijähriger). Ihr Vater schuf ihr die Möglichkeiten (u. a. Privatlehrer) zum Erwerb einer breiten humanistischen Bildung. Nach Besichtigungen der Slums von Soho und ihrem Besuch von armen Verwandten in Wales, wo sie im Jahre 1883 das bedrückende Los der in den Spinnereien Arbeitenden kennengelernt hatte, beschloss sie, Sozialforscherin zu werden. Sie wurde Mitarbeiterin ihres Cousins Charles Booth, der von 1886 an die Enquete Life and Labour of the People of London erstellte. Nach einer Affäre mit dem liberalen Abgeordneten Joseph Chamberlain heiratete sie 1892 unstandesgemäß den Staatsangestellten und  Fabianer Sidney James Webb. Die Ehe blieb kinderlos. Die Webbs konnten aus Beatrices ererbtem Vermögen leben und sich der Forschung widmen.
Noch als Beatrice Potter veröffentlichte sie das Buch The Cooperative Movement in Great Britain (1891), das später von Lenin ins Russische übersetzt wurde. Nach der Heirat publizierte sie meist zusammen mit ihrem Ehemann, weshalb beide oft im selben Atemzug genannt werden. Nachdem ihr Gatte 1929 als Baron Passfield zum erblichen Peer erhoben worden war, weigerte sie sich, den damit verbundenen Höflichkeitstitel Baroness Passfield zu verwenden. Beatrice Webb war sehr aktiv in der Fabian Society. Sie war 1895 Mitbegründerin der London School of Economics and Political Science und der bis heute existierenden politischen Zeitschrift The New Statesman. Beatrice Webb vererbte und vermachte ihr ganzes Vermögen der London School of Economics and Political Science.
Nach einem Besuch der Sowjetunion schrieben die Webbs ein lobendes Buch und verteidigten in mehreren Artikeln die stalinschen Säuberungen. 1931 wurde sie zum Fellow der British Academy gewählt.
Von 1873 bis zu ihrem Tod am 30. April 1943 führte sie Tagebücher, in denen sie ihr Leben und Wirken akribisch dokumentierte. Ihre Tagebücher umfassen eine beeindruckende Bandbreite an Themen: ihr Privatleben, ihre Liebesbeziehung mit Joseph Chamberlain, ihre Ehe mit Sidney Webb und ihre Interaktionen mit einer Vielzahl von Persönlichkeiten, die im Who’s Who Großbritanniens und der Welt verzeichnet sind. Darüber hinaus widmete sie sich politischen und gesellschaftlichen Fragen, darunter die Fabianische Gesellschaft, die Labour Party, die Gründung der London School of Economics and Political Science, sozialistisches Gedankengut sowie der Sowjetkommunismus. Mit einem einzigartigen Stil, der protokollarische Präzision mit emotionaler Tiefe verbindet, schildert Webb zudem bedeutende historische Ereignisse des 20. Jahrhunderts. Zu den beschriebenen Ereignissen zählen der Erste Weltkrieg, die Ur-sprünge des israelisch-arabischen Konflikts, die Hungersnot in der Sowjetunion (1931–1933), die Zerschla-gung der Tschechoslowakei (1939), der sowjetisch-finnische Krieg (1939–1940) und der Zweite Weltkrieg. Ihre Tagebücher bieten Einblicke in das Leben und die Charaktere von mehr als 400 Persönlichkeiten. Dazu gehören unter anderem Winston Churchill, Harley Granville-Barker, James Joyce, John Maynard Keynes, Lawrence von Arabien, Somerset Maugham, Jawaharlal Nehru, J. B. Priestley, Bertrand Russell, Lionel Rothschild, George Bernard Shaw, Herbert George Wells und Virginia Woolf. Beatrice Webbs Tagebücher sind nicht nur ein bedeutendes historisches Dokument, sondern auch ein außergewöhnliches Zeugnis ihrer Zeit und ihres intellektuellen Engagements.
Ihr Neffe Stafford Cripps wurde ein bekannter britischer Labour-Politiker in den 1930er und 1940er Jahren.

## Schriften (Auswahl)
- The co-operative movement in Great Britain. London 1891.
- mit Sidney Webb: The History of Trade Unionism. 1894
  - deutsch: Die Geschichte des Britischen Trade Unionismus. Stuttgart 1895.
- mit Sidney Webb: Industrial Democracy. 1897
  - deutsch: Theorie und Praxis der Englischen Gewerkvereine. 2 Bände. Stuttgart 1898.
- The Wages of men and women: Should they be equal? London 1919.
- mit Sidney Webb: Soviet Communism. A New Civilization? Longmans, Green and Co, London 1935. [Die Zweite und Dritte Auflage aus den Jahren 1942 und 1944 ohne das ?.]
- My Apprenticeship.
  - deutsch: Meine Lehrjahre. Eine Autobiographie. Insel Verlag, Frankfurt am Main 1988, ISBN 3-458-14625-3.
- The Diaries Of Beatrice Webb The Belknap Press of Harvard University Press, Cambridge, Massachusetts, 3 Bände 1982–1985
  - deutsch: Beatrice Webb – Aus ihren Tagebüchern: Enthüllungen über den Oscar- und Nobelpreisträger George Bernard Shaw. Edition Karo Verlag, Berlin, 2024,  ISBN 3-945-96140-8